# 下田勘次
下田 勘次（しもだ かんじ、1875年（明治8年）11月4日 - 1939年（昭和14年）7月3日）は、日本の政治家、実業家。衆議院議員。大正鳥取銀行監査役。鳥取新報社長。鳥取県平民。
元鳥取大学長下田光造、元参議院議員田中信義の兄。

## 経歴
鳥取県八頭郡佐貫村和奈見（現鳥取市河原町）出身。下田弥平の長男。
鳥取一中（現鳥取西高）に学び、また漢籍を林良造に学んだ。
1904年（明治37年）村会議員、1907年（明治40年）に八頭郡会議員、1911年（明治44年）鳥取県会議員となり、引き続き1920年（大正9年）まで3期当選した。この間佐貫村長も務めた。
1920年（大正9年）5月、原内閣のときの第14回衆議院議員総選挙では、憲政会に推されて鳥取県第2区から立候補して当選し、1期在任した。

## 家族・親族

### 下田家
（鳥取県八頭郡佐貫村和奈見（現鳥取市河原町））
- 父・彌平[4]

嘉永5年9月生 - 没
- 弟

光造
信義（政治家田中嘉十郎の養子）
- 妹

はるえ（田中文平長男督臣に嫁す）
すゞ（農業、政治家中谷龜治長男明治に嫁す）
- 妻・その（鳥取、田中文平二女[4]）

1881年（明治14年）9月生 - 没
- 養子（鳥取、田中督臣男[4]）

1909年（明治42年）11月生 - 没